# Паломар-Лейденський огляд
Паломар-Лейденський огляд (англ. Palomar–Leiden survey, PLS) — це астрономічне дослідження, яке проводилося у співпраці між Паломарською обсерваторією в США та Лейденською обсерваторією в Нідерландах. Його головною метою було вивчення слабких малих планет. У результаті цього проєкту вдалося відкрити тисячі астероїдів, зокрема багато троянців Юпітера — це група астероїдів, які рухаються навколо Сонця на тій самій орбіті, що і Юпітер, але знаходяться або попереду, або позаду нього в так званих точках Лагранжа. Це відкриття допомогло астрономам краще зрозуміти склад і розподіл малих тіл у Сонячній системі.
Перший Паломар-Лейденський огляд відбувся у 1960 році, після чого проводилися ще три додаткові кампанії, спрямовані на вивчення троянців Юпітера, у 1971, 1973 і 1977 роках. Проєкт здійснювали астрономи Інгрід ван Гаутен-Гроневельд і Корнеліс ван Гаутен із Лейденської обсерваторії, а також Том Герельс із Паломарської обсерваторії. За весь період досліджень (1960—1977) команда відкрила 4 637 нумерованих малих планет. Кожен із цих об'єктів отримав своє попереднє позначення, наприклад, 6344 P-L, 4835 T-1 або 3181 T-2. Позначення «P-L» вказує на відкриття під час першого дослідження 1960 року, а «T-1», «T-2» тощо означають наступні троянські кампанії.
Паломар-Лейденський огляд став одним із найуспішніших проєктів з вивчення малих планет. Під час нього було відкрито п'ять нових сімейств астероїдів, а також виявлено прогалини в їхньому розподілі, пов'язані з орбітальними резонансами 1:3 і 2:5 із Юпітером. У цих зонах астероїди практично відсутні через гравітаційний вплив Юпітера, який робить їхні орбіти нестабільними. У межах дослідження було зроблено сотні фотографій зоряного неба за допомогою телескопа Самуеля Ошина в Паломарській обсерваторії. Ці фотопластини були оцифровані й досі використовуються для попередньої ідентифікації малих планет. Коли відкривають новий астероїд, астрономи перевіряють архівні знімки, щоб знайти його ще до офіційного відкриття. Це дозволяє точніше визначити його орбіту та історію руху.

## Підсумок дослідження
Паломар-Лейденський огляд і його подальші кампанії дали змогу відкрити приблизно 5 500 малих планет. З них 4 622 об'єкти отримали офіційні номери й визнані відкриттями трьох головних дослідників проєкту: Корнеліса ван Гаутена, Інгріда ван Гаутена-Гроневельда і Тома Герельса. Нумерацію та офіційне присвоєння назв здійснює Центр малих планет — міжнародна організація, що займається реєстрацією малих тіл Сонячної системи. Серед відкриттів цього огляду є астероїди родини Гунгарія (розташовані у внутрішній частині головного поясу), родини Гільди (астероїди з найвіддаленіших областей поясу), а також значна кількість троянців Юпітера.
P-L (1960) — Паломар-Лейденський огляд:
- Проведено за 11 ночей.
- Відкрито понад 2 000 астероїдів, з яких 1 800 отримали розраховані орбіти.
- Після додаткового аналізу загальна кількість відкритих астероїдів збільшилася до 2 400, включаючи 19 троянців Юпітера.
- Використано 130 фотопластин для зйомки нічного неба.

T-1 (1971) — перший Паломар-Лейденський троянський огляд:
- Проведено за 9 ночей.
- Відкрито приблизно 500 астероїдів, з них 4 троянці Юпітера.
- Використано 54 фотопластини.

T-2 (1973) — другий Паломар-Лейденський троянський огляд:
- Проведено за 8 ночей.
- Відкрито ще 1 200 астероїдів, з них 18 троянців Юпітера.
- Використано 78 фотопластин.

T-3 (1977) — третій Паломар-Лейденський троянський огляд:
- Проведено за 7 ночей.
- Відкрито ще 1 400 астероїдів, з них 24 троянці Юпітера.
- Використано 68 фотопластин.

## Найменування
Відкриті об'єкти отримували спеціальні попередні позначення. Наприклад, астероїд 2040 P-L є 2040-ю малою планетою в рамках оригінального Паломар-Лейденського огляду, а астероїд 4835 T-1 був відкритий під час першої кампанії дослідження троянців. Більшість з цих об'єктів пізніше отримали офіційні номери, і багато з них уже мають власні імена. Спеціальний ідентифікатор у попередньому позначенні, як от «P-L», позначає «Palomar–Leiden», що є відсилкою до Паломарської обсерваторії та Лейденської обсерваторії. Для трьох кампаній з дослідження троянців у позначеннях використовується префікс «T-1», «T-2» і «T-3», що означає «Trojan» (Троянець).